# Вьялар, Анжелик
Анжели́к Вьяла́р (фр. Angélique Vialard, род. 9 октября 1975 года) — французская профессиональная снукеристка. Победительница чемпионата мира 2003 года, чемпионата Европы 2008 года; трёхкратная чемпионка Франции и чемпионка турнира World Ladies Belgian Ranking Plate-2003. На любительском чемпионате мира 2006 года Анжелик дошла до четвертьфинала. На 2006 год занимала 6-е место в рейтинге Франции.

## Достижения в карьере
- IBSF Snooker World Championship четвертьфинал — 2006
- Чемпионат Европы победительница — 2008
- European 8-ball Championship 1/8 финала — 2005
- French Ladies Championship полуфинал — 2003
- European Ladies Championship 3-е место в группе — 2003
- World Ladies Championship победительница — 2003
- Чемпионка Франции — 2002, 2007, 2008
- World Ladies Belgian Ranking чемпионка — 2002